# Granowo (województwo wielkopolskie)
Granowo – wieś w Polsce położona w województwie wielkopolskim, w powiecie grodziskim, w gminie Granowo przy drodze krajowej nr 32. Od 1935 roku miejscowość jest siedzibą gminy Granowo.

## Historia
Pierwsza wzmianka o wsi pochodzi z 1298 z dokumentów kościelnych. Nazwa wsi wywodzi się od nazwiska Gran, a miejscowość była własnością rodową Granowskich herbu Leliwa, będących potomkami Grana. Najsłynniejszym członkiem rodu był Wincenty Granowski, starosta generalny Wielkopolski, dowódca chorągwi w bitwie pod Grunwaldem. Wdowa po nim, Elżbieta z Pileckich Granowska powtórnie wyszła za mąż za Władysława Jagiełłę i została w 1417 królową Polski. Na początku XVI wieku miejscowość przeszła w ręce Ujejskich, a później jeszcze Radomickich, Działyńskich i Czartoryskich.
Wieś położona była w 1581 roku w powiecie kościańskim województwa poznańskiego.
Leon Plater w XIX-wiecznej książce pod tytułem „Opisanie historyczno-statystyczne Wielkiego Księztwa Poznańskiego” (wyd. 1846) zaliczał Granowo do wsi większych w ówczesnym powiecie bukowskim, który dzielił się na cztery okręgi (bukowski, grodziski, lutomyślski oraz lwowkowski). Granowo należało do okręgu bukowskiego. Wieś była majętnością prywatną, której właścicielem była wówczas Klaudyna Potocka. Według spisu urzędowego z 1837 roku Granowo liczyło 449 mieszkańców i 38 dymów (domostw).
Według Słownika geograficznego Królestwa Polskiego (wyd. 1880–1902) w drugiej połowie XIX wieś była siedzibą gminy (która nadal należała do powiatu bukowskiego) i liczyła wówczas 45 domów zamieszkałych przez 425 osób (413 katolików, 6 ewangelików, 6 żydów, 99 analfabetów). Działał tu urząd pocztowy. Najbliższa stacja kolejowa znajdowała się w Opalenicy. Wieś, jak i cała gmina, była wówczas własnością hrabianki Cecylii Działyńskiej.
W 1909, po przedłużeniu linii kolejowej Wolsztyn - Grodzisk Wielkopolski do Poznania we wsi uruchomiono stację kolejową (Granowo Nowotomyskie). Koszt budowy samej stacji z budynkiem dworca wynosił według kosztorysu 67 tys. marek niemieckich.
W czasie powstania wielkopolskiego mieszkańcy Granowa i okolic w sile ponad 50 mężczyzn wyruszyli 5 stycznia 1919 do Grodziska Wielkopolskiego i opanowali nazajutrz granowski posterunek. Walczyli w składzie kompanii grodziskiej i bukowskiej na linii Obry.
W 1926 właścicielem Granowa i okolicznych dóbr był książę Olgierd Czartoryski ze Starego Sielca.
Podczas II wojny światowej Granowo zostało zajęte przez Niemców 10 września 1939. Około 550 osób zostało wysiedlonych do Generalnej Guberni. Wojska radzieckie wkroczyły do wsi wieczorem 23 stycznia 1945. 
W latach 1954–1972 wieś należała i była siedzibą władz gromady Granowo. W latach 1975–1998 miejscowość administracyjnie należała do województwa poznańskiego.

## Zabytki
W Granowie znajduje się zabytkowy drewniany kościół pw. św. Marcina z 1729 roku z wyposażeniem z XVIII wieku, dzwonnicą i cmentarzem. Na listę zabytków jest również wpisany zespół pałacowy w Granowie z przełomu XIX i XX wieku (obecnie biblioteka gminna) wraz z dworem z XVIII wieku otoczony parkiem. Jeszcze pod koniec XX wieku we wsi były dwa drewniane wiatraki, z których jeden przeniesiono ze Śmigla.

## Gospodarka
Granowo jest wsią gminną. Wśród budynków użyteczności publicznej są szkoła podstawowa i gimnazjum, ośrodek zdrowia, poczta, bank spółdzielczy i były posterunek policji (dziś mieszkania dla imigrantów). Istnieją dwa zakłady związane z przetwórstwem mięsa, piekarnia oraz fabryka elementów stelaży mebli tapicerowanych.

## Transport
Oś wsi stanowi droga krajowa nr 32, zapewniająca łatwy dojazd do Poznania i Grodziska Wielkopolskiego. Komunikację autobusową obsługuje PKS na trasie Poznań – Zielona Góra. Przez północny skraj miejscowości przebiega linia kolejowa Poznań - Wolsztyn (stacja Granowo Nowotomyskie).